# دهستان انگالی
دهستان انگالی، یکی از دهستان‌های بخش مرکزی شهرستان بوشهر در استان بوشهر ایران است.

## مردم
اکثریت مردم این دهستان مردم لر می باشند که به گویش لری جنوبی سخن می گویند.

## جمعیت
براساس سرشماری سال ۱۳۹۵ جمعیت آن ۵،۸۷۹ نفر بوده‌است.